# Jászszentlászló
Jászszentlászló je selo u jugoistočnoj središnjoj Mađarskoj.
Zauzima površinu od 60,34 km četvornih.

## Ime
Selo sadrži ime naroda Jasa i svetog Ladislava. Ime odražava blizinu mađarske regije Jászság, koja se nalazi u sjeverozapadnom dijelu županije koja je u bliskom susjedstvu, Jaziško-velikokumansko-szolnočkoj.

## Zemljopisni položaj
Nalazi se u regiji Južni Alföld, na 46°34' sjeverne zemljopisne širine i 19°46' istočne zemljopisne dužine.

## Upravna organizacija
Upravno pripada kiškunmajskoj mikroregiji u Bačko-kiškunskoj županiji. Poštanski broj je 6133.
Nalazi se južno od Kiskunfelegyhaze i neposredno sjeverno od Kiskunmajse. Selo se nalazi na željezničkoj prometnici između Kečkemeta i Segedina.

## Promet
Jászszentlázló se nalazi na željezničkoj prometnici. U selu je i željeznička postaja.

## Gospodarstvo
Poljodjelska poduzeća, a u okolini još ima crpki koje vade naftu.

## Stanovništvo
U Jászszentlászlu živi 2632 stanovnika (2002.).